# Prokletije
Prokletije, Albanske Alper, eller De forbandede bjerge (Cyrillic: Проклетије, udtalt [prɔklɛ̌tijɛ]; albansk: Bjeshkët e nemuna; serbisk: Prokletije; betydning på begge sprog: «forbandede bjerge»), er en omkring 1000 kilometer lang bjergkæde i De dinariske alper som ligger i grænseområdet mellem det nordlige Albanien, sydlige Kosovo og nordøstlige Montenegro (kommunen Plav). Theth Nationalpark ligger i området.
De er domineret af stærkt forrevne karstklipper med antydning til gletsjerdannelse Det højeste bjerg i Prokletije er Maja e Jezercës (Jezercabjerget), som rejser sig op til 2.694 moh. og er det femtehøjeste i Albanien, og det højeste i De dinariske alper. Bjergene har bratte vægge og tinder som giver det et alpint udseende som man ikke finder andre steder på Balkan.
Den næst højeste top i Prokletije er Đeravica (2.656 m), som også er det højeste bjerg i Kosovo.
Centrale dele af bjergene kaldes også Skabelonësia e Madhe på albansk. Den albanske del af Prokletije betegnes også som «De albanske alper» (albansk: Alpet Shqiptare).
Bjergene er i hovedsageligt befolket af albanere.